# Дністрян Віталій Петрович
Дністрян Віталій Петрович (нар. 31 березня 1990, село Лімна, Турківський р-н, Львівська область,  Україна) — український футболіст, півзахисник футбольного клубу «Воркута» (Торонто).

## Життєпис
Вихованець львівського футболу. В ДЮФЛУ виступав за «ФК Львів», моршинську «Скалу». Професійну кар`єру розпочав у «ФК Львів», проте у цьому клубі він обмежився виступами у турнірі дублерів. У 2009 році Дністрян перейшов у «Енергетик» з Бурштина, де і дебютував у Першій лізі України. 
Влітку 2010 року Віталій Дністрян переходить у стрийську «Скалу», за яку виступає до початку 2013 року. Після того в його кар`єрі було нетривале перебування у «Кримтеплиці», а згодом Віталій переходить у «Сталь» з Дніпродзержинська, де проводить півтора сезони. Новий, 2015 рік починає у складі ФК «Миколаїв», який грає у аматорських змаганнях у Львівській області.
У серпні 2015 року підписав контракт з рівненським «Вересом» .У грудні 2015 року тренерський штаб клубу вирішив відмовитись від його послуг.